# Lake Providence
La ville de Lake Providence est le siège de la paroisse de Carroll Est, dans l’État de Louisiane, aux États-Unis. Sa population s’élevait à 3 991 habitants lors du recensement de 2010, estimée à 3 602 habitants en 2017.

## Source
- (en) Cet article est partiellement ou en totalité issu de l’article de Wikipédia en anglais intitulé « Lake Providence, Louisiana » (voir la liste des auteurs).